# Dee Snider
Dee Snider, all'anagrafe David Daniel Snider (Massapequa, 15 marzo 1955), è un cantante heavy metal statunitense, membro dei Twisted Sister e famoso per le sue doti vocali e per la sua innata presenza scenica, che lo hanno reso uno dei più noti personaggi del genere.

## Biografia

### Gli inizi
Dee Snider è cresciuto a Baldwin e si è diplomato alla Baldwin High School nel 1973. Snider è il frontman della band heavy metal americana Twisted Sister ed è divenuto una grande icona di questo genere.
Da ragazzino ebbe un'educazione cattolica e partecipava ai canti corali in chiesa, in parecchi cori scolastici e nel coro della Baldwin HS Concert. Inoltre è stato selezionato per il coro degli All State cantando “Strike the Viol” di Henry Purcell.
Dopo aver visto vari artisti Glam rock della sua giovinezza (T. Rex, David Bowie e Alice Cooper) iniziò a vestirsi in modo stravagante, diverso dai suoi pari e crebbe in lui il forte desiderio di diventare una rockstar.

### La carriera
Nel 1975 Snider cambiò parecchie rock band per poi aggregarsi all'inizio del 1976 ai Twisted Sister, band di cui di lì a poco sarebbe diventato l'unico compositore dei testi. Nonostante la band rimanga nell'ombra negli anni '70, nel decennio successivo seppe guadagnarsi una notevole popolarità. Con il gruppo, Snider inciderà album di indubbio valore, come Under the Blade (1981) e Stay Hungry (1984), dove il cantante mostra il suo grande talento vocale.
Negli anni '80 su MTV, prima di Headbangers Ball, il primo vero programma heavy metal che trasmetteva tutti i video metal era chiamato Heavy Metal Mania. La prima apparizione fu messa in onda nel giugno dei 1985. Metal Mania era gestito da Dee Snider e trasmetteva tutte le notizie dal mondo Metal, incluse interviste, ospiti in studio ecc.

### PMRC
Nel 1985 fu introdotta una istanza del Senato reclamata dal Parents Music Resource Center (PMRC), che chiedeva di introdurre un sistema di protezione che constava nell'applicazione di un'etichetta di avvertimento per qualsiasi materiale avente contenuto offensivo. Questo sistema includeva una lettera di identificazione per il tipo di contenuto in ogni album (ad esempio una S per segnalare riferimenti al sesso, una D alla droga, la V alla violenza, una O all'occulto). Dee Snider, John Denver e Frank Zappa furono i primi a ribellarsi contro questo sistema, che poi alla fine non fu più attuato anche se il risultato di tale istanza introdusse il sistema, ancor oggi usato, dell'etichetta con scritto "Parental Advisory: Explicit Content".

### Desperado e Widowmaker
Dopo il mancato successo dell'album Love Is for Suckers, nel 1988 Dee Snider lascia i Twisted Sister (che senza di lui dopo poco si sciolgono) e subito fonda una sua nuova band, i Desperado. Ne fanno parte il batterista Joey "Seven" Franco (già con Snider nell'ultimo album dei Twisted Sister), che viene subito sostituito dall'ex Iron Maiden Clive Burr, il chitarrista Bernie Torme (ex-Ozzy Osbourne) e il bassista Marc Russel. In breve tempo viene inciso l'album Ace, ma la casa discografica Elektra Records decide all'ultimo minuto di non pubblicarlo, rimandandone l'uscita prima di alcune settimane (era prevista per maggio del 1990) poi a tempo indeterminato. Passeranno altri sei anni prima che l'album veda la luce con un titolo modificato (Bloodied, But Unbowed) e con l'aggiunta di due tracce provenienti da alcuni demo-tape che, nel frattempo, il gruppo aveva inciso. Bisognerà attendere poi fino a luglio del 2006 perché una casa discografica, stavolta la Cleopatra Records, si decida a pubblicare l'album Ace nella sua forma originale senza le due tracce aggiunte.
Nel frattempo Dee Snider non si dà per vinto: forma i Widowmaker richiamando di nuovo Joey Franco, confermando Marc Russel e reclutando il chitarrista Al Pitrelli. Il primo album Blood and Bullets del 1992 presenta molte canzoni già incise con i Desperado ma stavolta viene pubblicato senza problemi dalla casa discografica Esquire/BMG. Nella versione giapponese dell'album c'è una traccia in più intitolata Easy Action già incisa anche questa dai Desperado nei demo-tape del 1990. Nel 1994 i Widowmaker pubblicano il secondo album Stand by for Pain, composto stavolta da canzoni interamente nuove, ma le vendite non superano quelle del precedente e in generale restano basse se confrontate con i fasti dei Twisted Sister. Nel 1996 quindi anche questo progetto si conclude.

### La Dee Snider's SMFs (Sick Mother Fuckers) band
Appena terminata l'avventura con i Widowmaker, Dee Snider fonda una band chiamata Dee Snider's SMFs (Sick Mother Fuckers) e comincia a proporre dal vivo le canzoni dei Twisted Sister. Fanno parte della band i chitarristi Tony Palmucci e Keith Alexander, il bassista Derek Tailer e il batterista Charlie Mills. Insieme pubblicano nel 1997 l'album Twisted Forever - SMF's Live. La band prosegue l'attività nonostante le voci di continue riunione dei Twisted Sister e nel 2000 pubblica anche l'album Never Let the Bastards Wear You Down che in molti vedono come progetto interamente solista di Dee Snider. La formazione dell'album è quasi invariata (compare l'ex batterista dei Twisted Sister A.J.Pero al posto di Charlie Mills) e nei credits il chitarrista ringrazia pubblicamente i suoi compagni. L'album viene definito come una raccolta di canzoni che non hanno mai trovato posto nei precedenti lavori del cantante, i Desperado in particolare, ma spicca su tutte la prima traccia Hard Core dedicata a Lemmy Kilmister cantante dei Motörhead.
Il 9 giugno 2001 Dee Snider e la sua band si esibiscono come headliners allo Sweden Rock Festival e la registrazione di quel concerto viene pubblicata nell'album Live at the SRF 2001. Dopodiché viene finalmente concretizzata la riunione dei Twisted Sister.

### Progetti paralleli

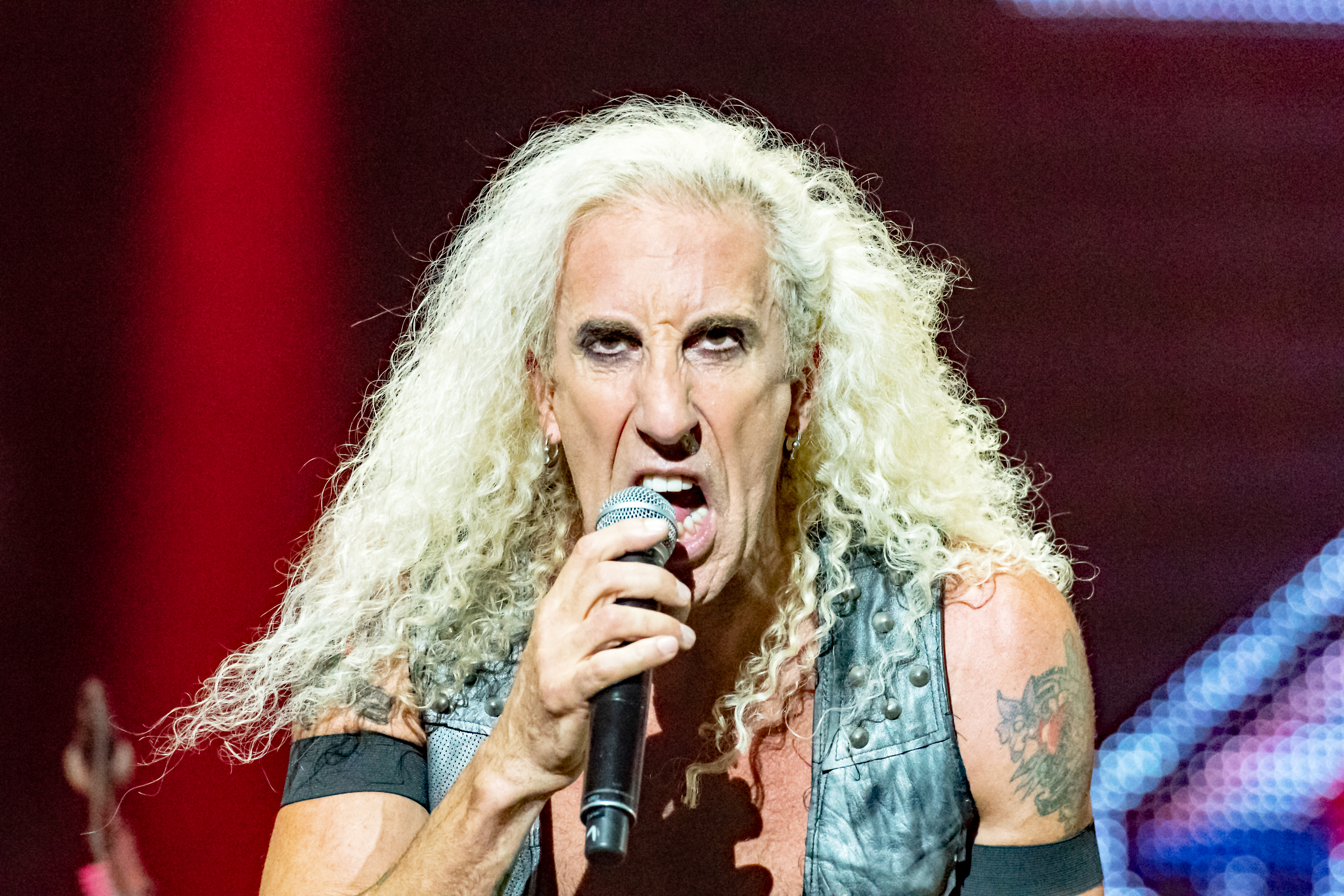
Dee Snider al Wacken Open Air 2016

Nel 1998 Dee Snider ha scritto ed interpretato l'horror film Strangeland e ne ha anche steso la continuazione, dal titolo Strangeland 2: Cult of Personality. Nella colonna sonora del film Dee Snider è presente con i brani Inconclusion e Heros Are Hard To Find (altro inedito del periodo Desperado che sarà inciso anche dagli stessi Twisted Sister nell'album Still Hungry). Nello stesso anno troviamo il cantante in coppia con gli Anthrax nella canzone Walk All Over You dell'album tributo degli AC/DC.
L'anno successivo troviamo Dee Snider nell'album tributo di Alice Cooper dove esegue Go To Hell in compagnia di Zakk Wylde e nel 2000 lo sentiamo all'opera in Crazy Train con Doug Aldrich e Jason Bonham per l'album tributo di Ozzy Osbourne.
Altre partecipazioni ad album tributo sono quelle del 2004 (Detroit Rock City dei KISS) e 2005 (Wasted Years degli Iron Maiden). Infine compare nella traccia Eleanor Rigby (cover dei The Beatles) dell'album solista di Eddie "Fingers" Ojeda, suo compagno nei Twisted Sister.
Dal giugno 1999 all'agosto 2002, ha gestito una stazione radio ad Hartford, nel Connecticut, chiamata Dee Snider Radio. Il suo programma tornò in onda nell'agosto 2004 fino al giugno 2005 questa volta a Filadelfia, in Pennsylvania, rivolgendosi agli ascoltatori come suoi “pari”, e potevano vedersi gli adesivi con la scritta “DEE”, diffusi dalla stazione radio, su ogni macchina dei suoi fan nel Connecticut a New York e nel Massachusetts. Altri membri del programma erano Nick Lentino, Beth Lockwood, "Psycho Dan" Williams, Sean Robbins e "Darkside Dave" Wallace. Molto spesso organizzava delle puntate dedicate a grandi ospiti tra cui l'amico e bassista dei KISS Gene Simmons.

## Discografia

### Twisted Sister

#### Album in studio
- 1982 - Under the Blade
- 1983 - You Can't Stop Rock'n'Roll
- 1984 - Stay Hungry
- 1985 - Come Out and Play
- 1987 - Love Is for Suckers
- 2003 - Still Hungry
- 2006 - A Twisted Christmas

#### Live
- 1994 - Live at Hammersmith
- 1999 - Club Daze Volume 1: The Studio Sessions
- 2001 - Club Daze Volume II: Live in the Bars
- 2005 - Live at Wacken: The Reunion

#### Raccolte
- 1992 - Big Hits and Nasty Cuts
- 2002 - The Essentials

### Desperado
- 1996 - Bloodied, But Unbowed
- 2006 - Ace

### Widowmaker
- 1992 - Blood and Bullets
- 1994 - Stand by for Pain

### Solista

#### Album studio
- 2000 - Never Let the Bastards Wear You Down
- 2012 - Dee Does Broadway
- 2016 - We Are the Ones
- 2018 - For the Love of Metal

#### Live
- 1997 - Twisted Forever - SMF's Live

### Altri album
- 1987 - Envy - Ain't It a Sin
- 2005 - Eddie Ojeda - Axes 2 Axes
- 2006 - Lordi - The Arockalypse

### Tribute Album
- 1998 - Thunderbolt: A Tribute to AC/DC
- 1999 - Humanary Stew: A Tribute to Alice Cooper
- 2000 - Bat Head Soup: A Tribute to Ozzy
- 2004 - Spin the Bottle: An All-Star Tribute to Kiss
- 2005 - Numbers from the Beast: An All Star Salute to Iron Maiden
- 2006 - Welcome to the Nightmare: An All Star Salute to Alice Cooper

## Doppiaggio
- Ronal Barbaren, regia di Thorbjørn Christoffersen, Philip Einstein Lipski e Kresten Vestbjerg Andersen (2011) — versione inglese

## Nei media
Dee Snider appare nella parte di sé stesso nella terza stagione della serie tv Cobra Kai.